# 1973 în informatică
- 1972 în informatică — 1973 în informatică — 1974 în informatică

1973 în informatică a însemnat o serie de evenimente noi notabile:

## Premiul Turing
- Charles Bachman

## Nașteri
- 26 martie: Larry Page, om de afaceri american, co-fondator al companiei Google, împreună cu Sergey Brin.

- 21 august: Serghei Brin, informatician și om de afaceri american, evreu originar din Rusia, cofondator al companiei Google, împreună cu Larry Page.

## Decese
- 21 mai: Grigore C. Moisil (n. 1906), matematician român, considerat părintele informaticii românești care a inventat circuite electronice tristabile.[1][2]